# Брильон, Израиль Нисонович
Израиль Нисонович Брильон (? — 1918) — российский революционер, член ПСР.

## Биография
В августе 1905 года бросил бомбу в могилевского губернатора Николая Клинберга, но тот остался жив. Брильон был арестован, и в марте 1906 года Киевской судебной палатой за покушение на губернатора был приговорен к 8 годам каторги. 
Срок каторжных работ отбывал в Бутырской тюрьме в Москве, в Александровском централе, в Зерентуе, Кадае, на строительстве Амурской колесной дороги, в Кутомаре. 
В 1912 году в Кутомарскую тюрьму был назначен новый начальник — Александр Головкин, бывший помощник начальника Орловского каторжного централа. Он резко ужесточил режим содержания политкаторжан, заявив: «Нет политических и уголовных — есть каторжные». В ответ политкаторжане объявили голодовку. В августе 1912 года в тюрьму прибыл инспектор Главного тюремного управления действительный статский советник Иван Сементовский. Обходя тюрьму, он зашел в камеру к  Брильону и грубо спросил его: «Ну а как тебя звать-то?». Брильон ответил чиновнику: «Вы, сударь, научитесь сначала элементарным правилам вежливости, а потом уже разговаривайте с людьми!». Сементовский отдал распоряжение наказать Брильона переводом его в кандальный разряд. В ответ на это Брильон возмутился и резко ответил инспектору. За это, а также за «призыв к бунту», Брильон был наказан розгами (35 ударов). После такого унижения Брильон попытался отравиться, но яд не подействовал. После этого политкаторжане возобновили голодовку, а 18 (31) августа 1912 года в знак протеста покончили с собой Симон Лейбазон, Петр Рычков, Николай Маслов, Сигизмунд Пухальский. Ещё несколько заключённых покушались на самоубийство, но выжили. Эти события получили широкую известность как Кутомарская трагедия.
Брильон предлагал убить начальника тюрьмы Головкина, но это осуществить не удалось. В 1913 году Брильон был переведен на поселение, откуда бежал и добрался до США
После Февральской революции летом 1917 года вернулся в Россию, был активным деятелем ПСР. Летом 1918 года был отправлен в Сибирь, где был схвачен и затем был расстрелян по приказу атамана Ивана Калмыкова.
Написал мемуары (Из воспоминаний террориста — Петроград, 1917; На каторге. Воспоминания революционера — Петроград, 1917).